# Yacht Club Uruguayo

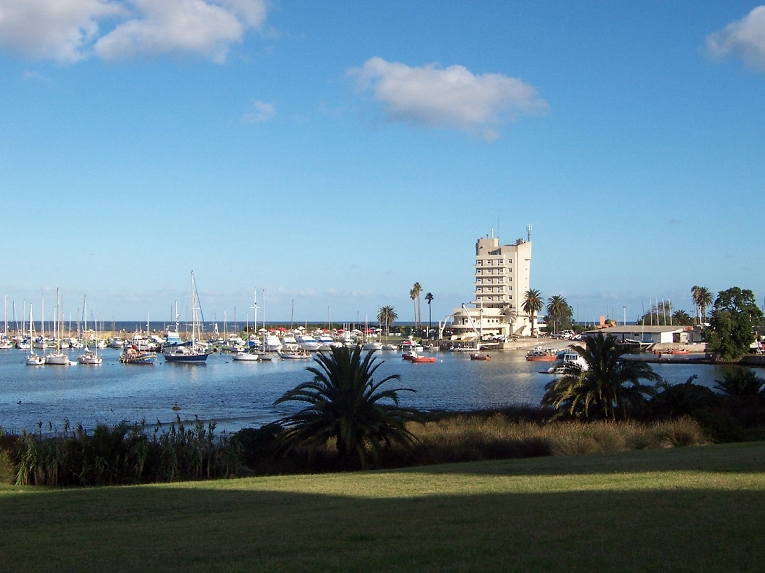
Gebäude des Yacht Club Uruguayo im Hafen von Buceo

Der Yacht Club Uruguayo (YCU) befindet sich in der Stadt Montevideo und vertritt offiziell den Internationalen Segelverband (ISAF) in Uruguay.

## Geschichte
Um das Segeln in der Region zu fördern, gründete 1906 eine Gruppe junger Segler im Hafen der Bucht von Montevideo den Uruguayischen Jachtklub, der im alten Ponton-Leuchtturm Tres María untergebracht war. Jahre später zog der Club in die Bucht von Buceo um, und 1939 festigte der Club seine Präsenz mit dem Bau eines achtstöckigen Gebäudes. Die Architekten Jorge Herrán und Luis Crespi entwarfen das bootsförmige Gebäude, das seit 1997 als Teil des historischen Erbes Uruguays (Patrimonio Histórico Cultural) gilt. Es wurde am 28. Oktober 1939 durch den damaligen uruguayischen Staatspräsidenten Alfredo Baldomir eröffnet.

Stander des YC Uruguayo

Ende des 20. Jahrhunderts gründete der Jachtklub Niederlassungen in Punta del Este und Santiago Vázquez.
Die Fahne des Klubs ist die Nationalflagge Uruguays gemäß einem am 11. August 1908 verabschiedeten Verfassungsdekret. Der Club hat ein Emblem mit einer Sonne und einem Anker sowie einen Wimpel mit vier blauen Streifen auf weißem und rotem Anker im Kanton.
1936 nahm der Uruguayische Jachtklub erstmals an den Olympischen Spielen in Berlin und seither regelmäßig bei den Spielen in einigen der olympischen Klassen teil.
Der YCU veranstaltet durchgängig über das gesamte Jahr diverse Regatten, etwa für die Bootsklassen Optimist, Snipe, Laser, J/24 oder auch im olympischen Windsurfen.

## Einrichtungen des Clubs
Der Club ist im Zentrum von Montevideo gelegen, was den besuchenden Seglern einen sehr komfortablen Aufenthalt an den Ufern der Stadt ermöglicht. Der Hafen befindet sich 10 Minuten vom Stadtzentrum und 15 Minuten vom Flughafen Aeropuerto Internacional de Carrasco entfernt. Er kann über 300 Boote aufnehmen und bietet 24 Stunden am Tag einen Einschiffungsservice. Der Jachtklub verfügt auch über zwei offene Schwimmbäder, sechs Tennisplätze, drei Fußballfelder mit fünf Plätzen und ein Fußballfeld mit sieben Plätzen.